# Jeronimas Milius
Jeronimas Milius (Vilnius, 11 oktober 1984) is een Litouws zanger.

## Biografie
Milius is vooral bekend vanwege zijn deelname aan het Eurovisiesongfestival 2008, in de Servische hoofdstad Belgrado. Hij won de nationale preselectie met het nummer Nomads in the night. In Belgrado kon hij geen potten breken: hij eindigde als zestiende in de halve finale en werd uitgeschakeld.
1994: Ovidijus Vyšniauskas · 
1999: Aistė Smilgevičiūtė · 
2001: Skamp · 
2002: Aivaras · 
2004: Linas & Simona · 
2005: Laura & The Lovers · 
2006: LT United · 
2007: 4Fun · 
2008: Jeronimas Milius · 
2009: Sasha Son · 
2010: InCulto · 
2011: Evelina Sašenko · 
2012: Donny Montell · 
2013: Andrius Pojavis · 
2014: Vilija Matačiūnaitė · 
2015: Monika Linkytė & Vaidas Baumila · 
2016: Donny Montell · 
2017: Fusedmarc · 
2018: Ieva Zasimauskaitė · 
2019: Jurijus Veklenko · 
2021: The Roop · 
2022: Monika Liu · 
2023: Monika Linkytė · 
2024: Silvester Belt · 
2025: Katarsis
- MusicBrainz: 12a52e0a-2d05-42fb-811e-a85fb1a9fcd5
- Virtual International Authority File: 6649154260878224480003